# Kuşçuali, Elmadağ
Kuşçuali là một xã thuộc huyện Elmadağ, tỉnh Ankara, Thổ Nhĩ Kỳ. Dân số thời điểm năm 2011 là 134 người.